# Аліабад (Центральний бахш, шагрестан Рудсар)
Аліабад (перс. علي اباد) — село в Ірані, у дегестані Чіні-Джан, у Центральному бахші, шагрестані Рудсар остану Ґілян. За даними перепису 2006 року, його населення становило 151 особу, що проживали у складі 45 сімей.

## Клімат
Середня річна температура становить 9,49 °C, середня максимальна – 27,40 °C, а середня мінімальна – -10,83 °C. Середня річна кількість опадів – 328 мм.
| Клімат поселення                              | Клімат поселення | Клімат поселення | Клімат поселення | Клімат поселення | Клімат поселення | Клімат поселення | Клімат поселення | Клімат поселення | Клімат поселення | Клімат поселення | Клімат поселення | Клімат поселення | Клімат поселення |
| Показник                                      | Січ.             | Лют.             | Бер.             | Квіт.            | Трав.            | Черв.            | Лип.             | Серп.            | Вер.             | Жовт.            | Лист.            | Груд.            |                  |
| Середній максимум, °C                         | 3,36             | 5,04             | 9,40             | 15,25            | 19,79            | 25,75            | 27,29            | 27,40            | 22,66            | 16,87            | 10,31            | 4,78             |                  |
| Середня температура, °C                       | −3,75            | −2,05            | 2,30             | 8,15             | 12,70            | 18,66            | 22,06            | 22,17            | 17,44            | 11,65            | 5,09             | −0,45            |                  |
| Середній мінімум, °C                          | −10,83           | −9,15            | −4,8             | 1,05             | 5,60             | 11,57            | 16,83            | 16,95            | 12,18            | 6,40             | −0,15            | −5,69            |                  |
| Норма опадів, мм                              | 29               | 29               | 49               | 64               | 44               | 11               | 3                | 3                | 4                | 21               | 38               | 33               |                  |
| Середньомісячна швидкість вітру, м/с          | 1.71             | 2.13             | 2.36             | 2.58             | 2.35             | 2.64             | 2.88             | 2.80             | 2.30             | 1.91             | 1.82             | 1.62             |                  |
| Середньомісячна сонячна радіація, кДж/м²·день | 7565             | 10611            | 12900            | 16871            | 21122            | 26007            | 27049            | 23057            | 20276            | 13873            | 9315             | 7260             |                  |
| --------------------------------------------- | ---------------- | ---------------- | ---------------- | ---------------- | ---------------- | ---------------- | ---------------- | ---------------- | ---------------- | ---------------- | ---------------- | ---------------- | ---------------- |
| Джерело:                                      |                  |                  |                  |                  |                  |                  |                  |                  |                  |                  |                  |                  |                  |